# Соломон Романо
Соломон Романо (Сарајево, 27. новембар 1919 —  Београд, 2006) био је учесник Народноослободилачке борбе и генерал-мајор ЈНА.

## Биографија
Рођен је 27. новембра 1919. године у Сарајеву. У родном граду је завршио четири разреда основне (1930), а потом још четири разреда Грађанске школе (1936). До 1939. похађао је и тромесечни курс графичког цртања и линореза. Био је активан у Савезу графичких радника и јеврејском удружењу Мататја. Истовремено био је члан Савеза комунистичке омладине Југославије (СКОЈ) од 1936, а Комунистичке партије Југославије (КПЈ) од 1. децембра 1940. године. До окупације био је шегрт, а затим графички радник у штампарији Кајон (1936—1941).
После Априлског рата, отпуштен је са посла и време од капитулације до септембра 1941. провео је у Сарајеву. Од априла 1941. почео је да ради за Народноослободилачки покрет Југославије (НОП), као секретар омладинске организације у кварту. Првог септембра 1941. ступио је у Романијски партизански одред. Његови родитељи, браћа и сестре одведени су новембра 1941. у Јасеновац и Стару Градишку, где су убијени.
Романо је до фебруара 1942. био борац и омладински руководилац чете Романијског одреда, затим је до априла 1942. ратовао у 2. чети Омладинског батаљона исте јединице. Заробљен је са делом Штаба одреда од стране четника у Борикама, у источној Босни, али је успео да побегне приликом транспорта заробљеника за Београд. Лакше је рањен маја 1942. за време борби на Гату, у Херцеговини. Рат је наставио у 1. пролетерској бригади, где је до децембра 1942. деловао као борац и као заменик политичког комесара 2. чете. Од децембра 1942. до марта 1943. радио је као графичар у штампарији Борбе у Босанској Крајини, а до средине септембра 1943. био је на месту заменика политичког комесара 2. чете Пратећег батаљона Врховног штаба НОВ и ПОЈ. Боравак при Врховном штабу омогућио му је да у Јајцу похађа виши политички курс (август и септембар 1943).
Наредну дужност обављао је у Инжињеријском батаљону Врховног штаба као заменик политичког комесара (септембар 1943. до фебруара 1944). Крај рата затекао га је на месту политичког комесара 1. железничке бригаде.
После рата и ослобођења Југославије, остао је у професионалној служби у Југословенској народној армији (ЈНА). Заузимао је позиције шефа Персоналног одељења Команде инжињерије Југословенске армије (1945), помоћника Начелника за инжињерију (1947), начелника Персоналног одељења Команде 3. војне области (1954), као и место начелника Кабинета помоћника Државног секретара за цивилну одбрану (1968—1971).
Чин капетана стекао је 1944, а мајора 1945. У чин потпуковника унапређен је 1948, док је пуковник постао 1953, а генерал-мајор 1970. године. Пензионисан је у том чину 1971. Посебно се истакао приликом формирања и руковођења инжињеријским јединицама Југословенске народне армије.
Преминуо је 2006. године у Београду, у 87. години живота.

## Одликовања
Носилац је Партизанске споменице 1941. и више других југословенских одликовања: 
- Орден партизанске звезде II реда, одликован 1945. године,
- Орден за храброст, додељен за показану храброст у НОБ, а нарочито у борбама приликом десанта на Дрвар, одликован 1946. године,
- Орден за војне заслуге II реда, одликован 1953. године,
- Орден народне армије са златном звездом, одликован 1961. године,
- Орден за војне заслуге са златним мачевима, одликован 1966. године.

Од иностраних одликовања, истиче се Партизански крст Народне Републике Пољске.